# Асортиментна кімната
Асортиментна кімната — галерея сучасного мистецтва в Івано-Франківську, заснована громадською організацією Інша Освіта у 2017 році. Основний напрям діяльності — дослідження місцевого «асортименту» та висвітлення локальних імен через сучасні мистецькі практики. Фокусуючись на процесах децентралізації, Асортиментна кімната проводить виставки та резиденції, навчальні програми та музичні заходи. Куратори простору зазначають, що Асортиментна кімната щороку оновлює бачення себе. Галерея започаткувалась як класичний «білий куб» у 2017, була номадичною галереєю у 2019, а від 2020 визначає себе як project space (проєктний простір).

## Назва
Асортиментна кімната була відкрита в одному з приміщень ревіталізованого заводського простору Промприладу, великого промислового об'єкту в центрі Івано-Франківська. У минулому асортиментні кімнати на заводах виконували функцію виставкових залів для демонстрації кінцевого продукту. Галерея перейняла цю аналогію, а сенси та ідеї, втілені у візуальному експериментальному мистецтві, є своєрідним «кінцевим продуктом» творчості.

## Команда
- Альона Каравай — співзасновниця ГО «Асортиментна кімната», стратегічна координаторка.
- Анна Потьомкіна — співзасновниця ГО «Асортиментна кімната», кураторка.
- Діана Дерій — співзасновниця ГО «Асортиментна кімната», технічна підтримка.

Інші співзасновники ГО «Асортиментна кімната»: Дятел Ольга, Євтєєв Сергій, Кущенко Олена, Поляк Ольга, Попов Святослав, Татеішвілі Реваз.

## Виставки
- «Ознаки Життя» — виставка української вуличної фотографії, представлена 21 учасниками, 12.01 - 10.02.2022.
- «Робітники НЕ ВИДИМОЇ праці» Дани Косміної — проєкт, який розповідає про ще не заархівовану історію заводу «Пресмаш», одного з найпотужніших індустріальних об’єктів України в минулому, 13.07.2019, одноденна виставка в рамках урбаністичного фестивалю «Сеанс міського сканування ‘19» в партнерстві з Іншою Освітою.
- «Позор» — фото-виставка Кріс Вотків та Марії Русінкевич в рамках дводенного проекту, який об’єднує виставку «ПОЗОР» та показ документального фільму «СОРОМ». Різні за змістом але подібні за ідеєю роботи досліджують межі табуйованості сексуальних тем на Галичині та Гуцульщині, 12.10.2019.
- «Стерті Обличчя» — серія графічних робіт одеського художника Миколи Лукіна, 20.12.2019.
- «Людино-години» — виставка мисткині Юлії Русило, 29.02.2020.
- «Want to know a secret» — виставка робіт Олесі Саєнко у формі детективного розслідування, накладеного на роздуми про дорослішання та супутні фізіологічні процеси.
- «Mea culpa» – персональний проект Микити Віски.
- «Акти Відчаю / The Desperate Tone is an Act» — виставка, результат резиденції, в якій брали участь Клеменс Пул та Катя Бучацька як митці і Алекс Фішер та Анна Потьомкіна як куратори.
- «роздІловІ» — проєкт Агенції АртПоле, що поєднав сучасну поезію, музику, візуалізацію. Почавшись як лабораторія, з часом він набув форми імпровізаційного сценічного дійства.
- «Only Enemy» – експозиція частини серії живописних та графічних робіт Анастасії Весни, створених за останні два роки в Києві та Івано-Франківську.
- «Краплі» – виставка робіт Олі Михайлюк та саунд-митця SK.EIN.

## Освітні події
- Стріт-фотографія з Антоном Маліновським, теорія і практика.
- Проект «Наново: Навчання після 45», миттєвий малюнок з художником Яремою Стециком, вересень — листопад 2019.
- «Метамодерн: новий світанок» – лекція дуету Krolikowski Art, яка відбулась в рамках виставкового проекту Video 8 Poetry.
- «My Rain Your Rain» – лекція Олександра Фішера, мистецтвознавця, письменника та куратора.
- «Тіло, ідеологія, пам’ять» – artist talk Нікіти Кадана.
- FICTING & FACTING «Постправда та фікціональні художні практики» – онлайн цикл лекцій та дискусій від Олександра Сушинського.

## Евакуація творів мистецтва
Під час російського вторгнення в Україну 2022 року  «Асортиментна кімната» долучилася до захисту культурної спадщини: її активісти облаштували кілька укриттів і за перші 10 днів війни евакуювали туди понад 20 колекцій творів мистецтва з різних закладів України. Запити на евакуацію надходили колективу від галерей Києва, Маріуполя, Одеси, Запоріжжя та інших міст.

## Резиденції
- Резиденція в рамках фестивалю електронної музики і сучасного мистецтва «Detaliзація».
- Резиденція «Акти Відчаю / The Desperate Tone is an Act» за участі Клеменса Пула, Каті Бучацької, Алекса Фішера та Анни Потьомкіної у просторі Хата-Майстерня.
- «Втілення» – літня програма для молоді віком 16-21, яка відбулась в Чернівцях та Карпатських горах у просторі Хати-Майстерні.
- «Тіло на землі: Перформативна резиденція на Хаті-Майстерні».